# Moshe Zuckermann

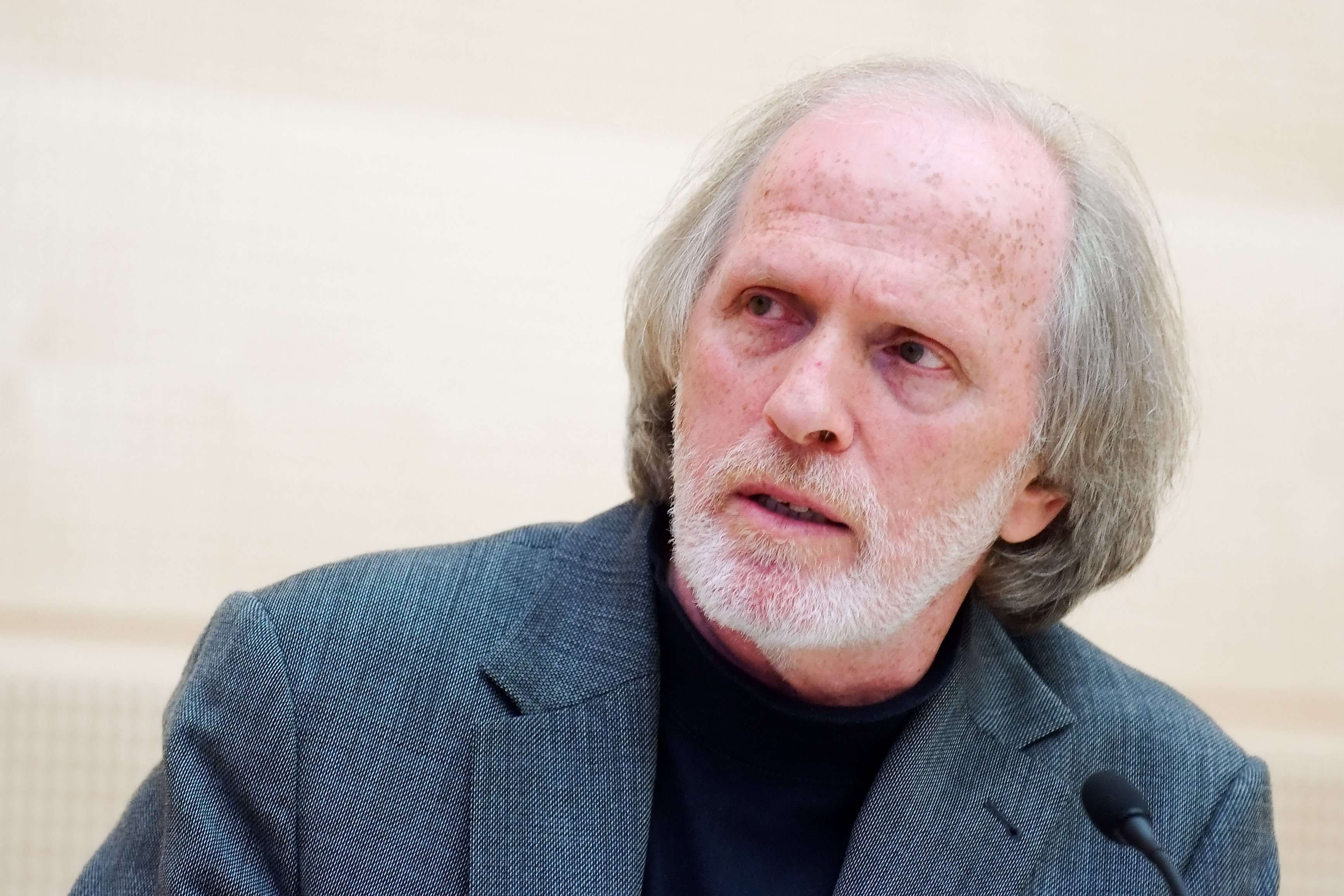
Moshe Zuckermann (2009)

Moshe Zuckermann (hebräisch משה צוקרמן; * 1949 in Tel Aviv) ist ein israelisch-deutscher Soziologe und emeritierter Professor für Geschichte und Philosophie an der Universität Tel Aviv.

## Leben
Zuckermann wurde als Sohn polnisch-jüdischer Holocaust-Überlebender in Israel geboren und wuchs in Tel Aviv auf. Seine Eltern emigrierten 1960 nach Deutschland (Frankfurt am Main), wo Zuckermann ein Gymnasium besuchte. Mit 20 Jahren kehrte er von Frankfurt nach Israel zurück. Zuckermann besitzt auch die deutsche Staatsbürgerschaft. Zuckermann studierte Soziologie, Politologie und Geschichte und arbeitete anschließend als Soziologe in der Luftwaffe, danach wechselte er wieder in die Wissenschaft.
Er lehrte seit 1990 am Institute for the History and Philosophy of Science and Ideas der Universität Tel Aviv. Von Februar 2000 bis 2005 leitete er das Institut für Deutsche Geschichte an der Universität Tel Aviv. 2006/2007 war er Gastprofessor am Institut für Jüdisch-Christliche Forschung (IJCF) der Universität Luzern. Von 2010 bis 2015 war er wissenschaftlicher Leiter der Sigmund-Freud-Privatstiftung in Wien.

## Politische Position
Zuckermann ist ein Kritiker der israelischen Politik und Gesellschaft. Er steht politisch links und befürwortete für den Nahostkonflikt zunächst als Zwischenlösung die Gründung eines Palästinenserstaates, der dann langfristig mit Israel eine Konföderation eingehen solle. Bereits im Jahr 2000 hatte er erklärt, dass Israel lediglich eine „Scheindemokratie“ sei.
Zuckermann gehörte 2021 zu den Unterzeichnern der Jerusalemer Erklärung zum Antisemitismus, die eine Neudefinition des Antisemitismusbegriffs versucht und dabei insbesondere die Kampagne Boycott, Divestment and Sanctions vom Vorwurf freispricht, „per se“ antisemitisch zu sein. Im August 2023 war Zuckermann einer der Unterzeichner der Petition „The Elephant in the Room“, die Israels Besetzung der Palästinensergebiete als ein Apartheid-Regime verurteilte.
Zuckermann ist Anhänger kritischer Theorien und referiert regelmäßig zu entsprechenden Themen. Er unterstützt die Tierrechtsbewegung und lehnt im Sinne der „Versöhnung von Mensch und Natur“ den Speziesismus ab.
Neben seiner Tätigkeit als Sachbuch-Autor ist Zuckermann regelmäßig mit Beiträgen für Hörfunk, Fernsehen und Printmedien wie die taz, den Deutschlandfunk, das Magazin Melodie und Rhythmus, die Frankfurter Rundschau, Die Zeit, den Freitag, oder die Zeitschrift des iz3w vertreten.

## Schriften

### Monographien
- Der allgegenwärtige Antisemit oder die Angst der Deutschen vor der Vergangenheit. Westend, Frankfurt am Main 2018, ISBN 978-3-86489-227-1.
- Freud und das Politische. Psychoanalyse, Emanzipation und Israel. Promedia, Wien 2016, ISBN 978-3-85371-411-9.
- Israels Schicksal. Wie der Zionismus seinen Untergang betreibt. Promedia, Wien 2014, ISBN 978-3-85371-375-4.
- „Antisemit!“ Ein Vorwurf als Herrschaftsinstrument. Promedia, Wien 2010, ISBN 978-3-85371-318-1.
- Sechzig Jahre Israel. Die Genesis einer politischen Krise des Zionismus. Pahl-Rugenstein Verlag, Bonn 2009, ISBN 978-3-89144-413-9.
- Zeit der Lemminge. Aphorismen. Passagen, Wien 2007, ISBN 978-3-85165-801-9.
- Israel – Deutschland – Israel. Reflexionen eines Heimatlosen. Passagen, Wien 2006, ISBN 978-3-85165-775-3.
- Zweierlei Israel? Auskünfte eines marxistischen Juden an Thomas Ebermann, Hermann L. Gremliza und Volker Weiß (= Konkret Texte. Band 34). Hamburg, 2003 ISBN 3-930786-39-7.
- Kunst und Publikum. Das Kunstwerk im Zeitalter seiner gesellschaftlichen Hintergehbarkeit. Wallstein Verlag, Göttingen 2002.
- Gedenken und Kulturindustrie. Ein Essay zur neuen deutschen Normalität. Philo, Berlin 1999, ISBN 3-8257-0135-2.
- Zweierlei Holocaust. Der Holocaust in den politischen Kulturen Israels und Deutschlands. Wallstein, Göttingen 1998.
- Wider den Zeitgeist, Bd. 1: Aufsätze und Gespräche über Juden, Deutsche, den Nahostkonflikt und den Antisemitismus. Laika-Verlag, Hamburg 2012, ISBN 978-3-942281-35-5.
- Wider den Zeitgeist, Bd. 2: Zur Aktualität der Kritischen Theorie. Laika-Verlag, Hamburg 2013, ISBN 978-3-942281-39-3.
- Wagner, ein ewig deutsches Ärgernis. Westend, Frankfurt am Main 2020, ISBN 978-3-86489-311-7.
- Die Kunst ist frei? Westend, Frankfurt am Main 2022, ISBN 978-3-86489-381-0.
- mit Moshe Zimmermann: Denk ich an Deutschland... Ein Dialog in Israel. Westend, Frankfurt am Main 2023, ISBN 978-3-86489-402-2.
- Fortschritt. Leben und Sterben einer Chimäre. Westend, Frankfurt am Main 2024, ISBN 978-3-86489-466-4.

### Herausgeberschaften
- Geschichte und Psychoanalyse. Wallstein, Göttingen 2004.
- Theodor W. Adorno – Philosoph des beschädigten Lebens. Wallstein, Göttingen 2004.
- Geschichte denken: Philosophie, Theorie, Methode. Universität Tel Aviv, Forschungszentrum für Geschichte. Hrsg. im Auftrag des Instituts für Deutsche Geschichte. Gerlingen 2000.

### Aufsätze (Auswahl)
- 2019: Der Gesellschaftsbegriff der klassischen Kritischen Theorie. In:  Uwe H. Bittlingmayer, Alex Demirović, Tatjana Freytag (Hrsg.): Handbuch Kritische Theorie. S. 819–845, DOI:10.1007/978-3-658-12695-7_42
- 2016: Operation Yonathan: Mythos und Ideologie. In: Markus Mohr (Hrsg.): Legenden um Entebbe: Ein Akt der Luftpiraterie und seine Dimensionen in der politischen Diskussion. Unrast, Münster 2016, ISBN 978-3-89771-587-5.
- 2006: Aufschrei der Utopie als radikale Kritik von zweierlei Barbarei. In: Marcus Hawel, Gregor Kritidis (Hrsg.): Aufschrei der Utopie. Möglichkeiten einer anderen Welt. Hannover 2006, ISBN 3-930345-51-X.
- 2006: Kants Religionsschrift. Überlegungen zu Vernunft und Religion auf dem kurzen Weg missglückter Säkularisierung. In: Margarete Jäger, Jürgen Link (Hrsg.): Macht – Religion – Politik. Zur Renaissance religiöser Praktiken und Mentalitäten. Münster 2006, ISBN 3-89771-740-9.
- 2005: Die Ideologie der israelischen Rechten. In: Heiko Kauffmann, Helmut Kellershohn, Jobst Paul (Hrsg.): Völkische Bande. Dekadenz und Wiedergeburt. Analysen rechter Ideologie. Unrast, Münster, ISBN 3-89771-737-9.
- 2004: Was heißt: Solidarität mit Israel? In: Gerhard Hanloser (Hrsg.): Sie waren die Antideutschesten der deutschen Linken. Zu Geschichte, Kritik und Zukunft antideutscher Politik.
- 2001: Die Lösung des Unlösbaren. Historische Chance des Friedens in Palästina. In: ak – analyse + kritik – Zeitung für linke Debatte und Praxis. #447, 22. Februar.
- 2000: Faschismus, autoritärer Charakter und Kulturindustrie. In: jour fixe initiative berlin (Hrsg.): Theorie des Faschismus – Kritik der Gesellschaft.

## Auszeichnungen
- Sigmund-Freud-Vorlesung 2010: Freuds Weltsicht und die Theorie vom „autoritären Charakter“. Zur Aktualität der Freudschen Kategorien für die gegenwärtige Gesellschaftsanalyse.